# Rota (Spanyolország)
Rota egy község Spanyolországban, Cádiz tartományban. Rota Chipiona, Sanlúcar de Barrameda és El Puerto de Santa María községekkel határos. Lakosainak száma 29 552 fő (2024).

## Népesség
A település népessége az utóbbi években az alábbiak szerint változott:
| Lakosok száma | 25 919 | 26 691 | 27 270 | 28 516 | 29 125 | 29 179 | 29 030 | 29 109 | 29 326 | 29 552 |
|               | 2001   | 2004   | 2006   | 2009   | 2011   | 2014   | 2016   | 2019   | 2021   | 2024   |